# Eleutherius (Byzanz)
Eleutherius († 136) war Bischof von Byzantion unter der Regierung von Kaiser Hadrian. Seine Amtszeit wird auf die Jahre 129–136 datiert. Er wurde, wie seine Vorgänger, in der Bischofskirche von Argyroupolis beigesetzt. Sein Nachfolger wurde Felix.